# Trackshittaz
Trackshittaz er et østrigsk band. De repræsenterede Østrig i Eurovision Song Contest 2012. 